# Казімеж Равський
Казімеж Станіслав Равський (пол. Kazimierz Stanisław Rawski; 1863–1932) — польський архітектор.

## Біографія
Народився 1863 року. Син Вінцента Равського-старшого. Випускник Львівської політехніки. Працював у цісарсько-королівському Галицькому намісництві, був старшим інженером X департаменту. Старший радник будівництва в Дирекції публічних робіт. 1890 року став членом Політехнічного товариства у Львові. Відзначений золотим Хрестом Заслуги.
Помер у 1932 році.
Роботи
- Художньо-технічне керівництво при спорудженні гімназій у Перемишлі 1894 року і в Бучачі 1898.[1]
- Вілла Равських-Садловських на вулиці Коновальця, 106—108 у Львові (1906—1907).[3]
- Проекти кількох громадських будівель у Львові.[1]
- План урбанізації південно-західної частини Львова (у співавторстві).[1]